# A mi kis családunk…
A mi kis családunk... fekete-fehér, magyar kisjátékfilm, amelyet az 1970-es évek elején készített a Közúti Balesetelhárítási Tanács megbízásából a Közlekedési Filmstúdió. Írta és rendezte Wiedermann Károly.

## Cselekmény
Egy kislány autózás témában írta meg iskolai dolgozatát, amelyben családtagjai vezetési szokásait mutatta be.

## Színészek
- Bánki Zsuzsa
- Gobbi Hilda
- Benkő Péter
- Zih Kati
- Kállai Ferenc
- Mednyánszky Ági